# Munslow
Munslow est une paroisse civile et un village du Shropshire, en Angleterre.